# Versuchter Anschlag auf den Internationalen Flughafen Glasgow
Beim versuchten Anschlag auf den Internationalen Flughafen Glasgow am 30. Juni 2007, knapp zwei Jahre nach den Selbstmordanschlägen vom 7. Juli 2005 in London, versuchten der Inder Kafeel Ahmed und der Iraker Bilal Abdullah mit ihrem Jeep Cherokee in den Hauptterminal des Flughafens der schottischen Stadt Glasgow zu fahren. 
Dieser Vorfall ereignete sich nur einen Tag nach den vereitelten Autobombenanschlägen islamistischer Terroristen in der britischen Hauptstadt London.

## Ablauf
Am Samstag, den 30. Juni 2007 um 15:15 Uhr britischer Ortszeit (MESZ −1), raste ein brennender Geländewagen in das Hauptterminal des Flughafens. Das Fahrzeug wurde von Pollern am Eingangsbereich der zentralen Abfertigungshalle aufgehalten. Die nachfolgende Explosion des Fahrzeugs zerstörte die Glastüren des Terminals und verursachte im Eingangsbereich ein Feuer, das erst nach etwa drei Stunden gelöscht werden konnte. Nachdem das Fahrzeug zum Stehen gekommen war, kam es zwischen den Tätern und der Polizei zu einer Rangelei. Einer der Terroristen, Kafeel Ahmed, der am Steuer des Geländewagens saß, fing Feuer und erlag rund einen Monat später seinen schweren Brandverletzungen. Der Anschlag löste unter den wartenden Reisenden eine Panik aus, als hunderte fluchtartig den Flughafen verließen. Der Flughafen wurde vollständig evakuiert und alle Flüge gestrichen. Von dieser Maßnahme waren etwa 2.500 Passagiere betroffen.

## Opferzahlen
Fünf Passanten erlitten bei dem versuchten Anschlag in Glasgow Verletzungen und einer der beiden Attentäter wurde mit schweren Verbrennungen in das Royal Alexandra Hospital eingeliefert. Die Polizei teilte am 2. August 2007 mit, dass er diesen Verletzungen erlegen sei.

## Reaktionen
Nach den vereitelten Anschlägen in London und dem Anschlag in Glasgow wurden im Verlauf des Wochenendes immer wieder Straßen wegen verdächtiger Pakete und Fahrzeuge abgesperrt. Nahe dem Royal Alexandra Hospital in der nahe Glasgow gelegenen Stadt Paisley wurden zudem am Montag, den 2. Juli 2007, zwei Fahrzeuge von der Polizei kontrolliert zur Explosion gebracht. Auch der Flughafen von Liverpool war kurzzeitig evakuiert worden. In allen Fällen handelte es sich aber um Fehlalarme.
Am Abend des 30. Juni 2007 hatte die britische Regierung die höchste Terrorwarnstufe kritisch ausgerufen. Die Sicherheitsmaßnahmen an allen britischen Flughäfen und Bahnhöfen wurden daraufhin verstärkt. Auch die USA hatten, aufgrund der Vorkommnisse in England und Schottland, ihre Sicherheitsvorkehrungen an einigen Flughäfen verschärft.

## Zusammenhänge
Am 29. Juni 2007, also einen Tag vor dem Anschlag in Glasgow, konnte die britische Polizei einen Doppelanschlag mit Autobomben in London vereiteln: Um 1:00 Uhr morgens wurde die Polizei alarmiert, als aus einem in der Nähe von Piccadilly Circus abgestellten Wagen verdächtiger Rauch austrat. In dem vor dem Nachtclub Tiger Tiger in der Straße Haymarket geparkten Auto entdeckten die Beamten mehrere Gasflaschen, Benzin und Nägel. Daneben lag ein als Zünder präpariertes Handy. Einige Stunden später, um 15:00 Uhr, sperrte die Polizei die Park Lane nahe dem Hyde Park wegen eines zweiten verdächtigen Wagens ab. Dieses Fahrzeug wurde kurz zuvor wegen Parkens im Halteverbot in der Nähe von Haymarket abgeschleppt. Da aus dem Auto Gas entwich, untersuchte die Polizei mit Hilfe eines Roboters auch dieses Fahrzeug und gegen 22:00 Uhr bestätigte Scotland Yard, dass es sich auch hierbei um eine Bombe handele. Beide Autos waren Mercedes-Limousinen, die mit Gasflaschen, Benzin und auf dem Boden verteilten Nägeln bestückt waren. Die als Zünder gedachten Handys wurden jeweils zweimal angerufen, nachdem diese aber bereits von den Bomben getrennt waren. Zudem verhinderten technische Probleme bei der Fernzündung per Mobiltelefon die Explosionen.
Laut Polizei gibt es einen klaren Zusammenhang zwischen den vereitelten Terroranschlägen in London und dem Anschlag in Glasgow: Die Terroristen, die für den versuchten Anschlag in Glasgow verantwortlich sind, zeichnen auch für die vereitelten Autobombenanschläge in London verantwortlich. In allen drei Fahrzeugen befanden sich entzündliche Materialien sowie Gasflaschen. Der britische Premierminister Gordon Brown geht davon aus, dass hinter den Taten die al-Qaida oder eine verwandte Organisation steckt.

## Hintergründe und Ermittlungen
Bereits zwei Wochen vor den vereitelten Anschlägen in der britischen Hauptstadt wurden Londoner Nachtclubs, von Seiten der Behörden, vor möglichen Autobombenanschlägen gewarnt. Nach unbestätigten Medienberichten tauchte vor den Anschlagsversuchen in dem Internet-Diskussionsforum El Hesbah folgende Meldung auf: „Heute sage ich: Freut Euch, bei Allah, London soll bombardiert werden.“ Ein Mann namens Abu Osama al-Hazeen gilt laut The Times und dem US-Sender CBS als Urheber der Mitteilung. In der Meldung wird auch auf die Empörung unter Muslimen wegen des Ritterschlags des Autors Salman Rushdie eingegangen.
Kurz nach dem Anschlag in Glasgow wurden neben den beiden Attentätern fünf weitere Terror-Verdächtige festgenommen, die vorwiegend ausländischer Herkunft sind. Die Ermittler gehen davon aus, dass sie einer mit dem al-Qaida-Netzwerk verbundenen Terrorzelle angehörten. In Australien wurde im Zusammenhang mit den Ereignissen in Großbritannien ein achter Verdächtiger festgenommen. Bei drei der Verdächtigen handelt es sich um Ärzte.

## Gerichtsverfahren
Sabeel Ahmed, der Bruder des getöteten Glasgow-Attentäters Kafeel, wurde gut acht Monate nach den vereitelten Anschlägen zu 18 Monaten Haft verurteilt. Nach Justizangaben enthielt der aus dem indischen Bangalore stammende und im Nordwesten Englands arbeitende Arzt der Polizei wichtige Informationen vor. Im Dezember 2008 wurde der Iraker Bilal Abdullah zu einer zweifachen lebenslangen Freiheitsstrafe verurteilt; wegen „Verschwörung zu den Anschlägen vom Juni 2007“ muss der 29-jährige, den der Richter einen „religiösen Extremisten und Fanatiker“ nannte, für mindestens 32 Jahre in Haft.